# Замойский, Мартин
Мартин Замойский (род. 30 октября 1947, Сопот) — польский аристократ и государственный деятель, президент Замостья (1990—1992, с 2002), воевода Замойский (1992—1994).

## Биография
Представитель польского дворянского рода Замойских герба «Елита». Единственный сын Яна Томаша Замойского (1912—2002), последнего ордината Замойского, и Розы Жолтовской (1913—1976).
Вначале учился в Варшавском университете, затем изучал историю в Люблинском католическом университете (4 года). В 1960-х годах он находился в Канаде, где работал водителем. В течение 18 лет (1972—1990) работал в Польском Агентстве Интерпресс в Варшаве в качестве кинооператора и реализатора. Отвечал там за подготовку исторических репортажей.
В 1990 году Мартин Замойский был избран советом города Замостья на должность президента. В период 1992—1994 годов он занимал должность воеводы Замойского. В 1994-1998 годах — председатель совета города Замостья.
В 2002 году (во втором туре), 2006 и в 2010 году (в первом туре) на прямых выборах Мартин Замойский, будучи независимым кандидатом, был повторно избран на должность президента Замостья.
С 1992 года владелец фольварка Михалюва (Замойский повят) площадью 520 га, который до аграрной реформы 1944 года входил в состав Замойской ординации. С 26 июня 2004 года исполнял функции председателя Лиги Польских Городов и Мест в ЮНЕСКО.

## Государственные награды
- Орден Возрождения Польши в 2011 году
- Серебряная Медаль «Ветеран Пожарной Охраны» в 2010 году

## Семья и дети
Около 1980 года женился на Александре Сентек (род. 7 января 1950), дочери Антония Сентека (1910—1980) и Алины Марии Дунин-Козицкой (1918—2008). Их дети:
- Роза Мария Замойская (род. 30 августа 1982)[1]
- Анджей Замойский (род. 8 мая 1986)[1]